# Xavier Rousseaux
 (août 2025).
Si vous disposez d'ouvrages ou d'articles de référence ou si vous connaissez des sites web de qualité traitant du thème abordé ici, merci de compléter l'article en donnant les références utiles à sa vérifiabilité et en les liant à la section « Notes et références ».
Pour l’article ayant un titre homophone, voir Xavier Rousseau.
Pour les articles homonymes, voir Rousseaux.
Xavier Rousseaux, né en 1957 à Bruxelles, est un chercheur belge du Fonds national de la recherche scientifique (FRS-FNRS). Historien et sociologue, spécialiste d'histoire du crime et de la justice, il a publié des ouvrages sur l'histoire de la justice dans les villes médiévales, à la Révolution française et après la Première Guerre mondiale.
Il est actuellement professeur à l'Université catholique de Louvain et professeur invité à l'Université Libre de Bruxelles.

## Publications
- Révolutions et justice pénale en Europe : Modèles français et traditions nationales (1780-1830), L'Harmattan, 2000,  (ISBN 2738476759).
- La patrie crie vengeance ! La répression des « inciviques » belges au sortir de la guerre 1914-1918, Editions Le Cri, collectif. « histoire », 2008.
- La Belgique criminelle : Droit, justice et société (XIVe – XVIe siècle), Éditions Bruylant (24 janvier 2006),  (ISBN 2872097813).
- Les praticiens du droit du Moyen Age à l'époque contemporaine : Approches prosopographiques Belgique, Canada, France, Italie, Prusse, ouvrage collectif, PU Rennes (19 juin 2008),  (ISBN 2753505780).
- Violences juvéniles urbaines en Europe - Histoire d'une construction sociale,  Presses Universitaires de Louvain , 2011.
- Préférant miséricorde à rigueur de justice : Pratiques de la grâce (XIIIe – XVIIe siècle), Presses Universitaires de Louvain , 2012,  (ISBN 2875580531).
- Violence, conciliation et répression: Recherches sur l'histoire du crime, de l'Antiquité au XXIe siècle, Presses Universitaires de Louvain , 2013.